# ماونت مریدین (ایندیانا)
ماونت مریدین (به انگلیسی: Mount Meridian) یک منطقهٔ مسکونی در ایالات متحده آمریکا است که در شهرستان پاتنم، ایندیانا واقع شده‌است. ماونت مریدین ۲۴۸٫۱۱ متر بالاتر از سطح دریا واقع شده‌است.